# Вентура, Кэсси
Кассандра Элизабет Вентура (англ. Casandra Elizabeth Ventura; родилась 26 августа 1986 года) — американская певица, работающая в жанре ритм-н-блюз под сценическим именем Кэсси (англ. Cassie). Её дебютный сингл Me & U, вышедший в апреле 2006 года, получил в США статус «платинового», вышедший в том же году дебютный альбом Cassie разошёлся тиражом в 321 тысячу проданных копий. В 2008 году Кэсси снялась в фильме «Шаг вперёд 2: Улицы», в 2016 году в фильмах «Идеальный выбор» и «Лапочка 3».

## Биография
Кассандра Вентура родилась в Нью-Лондоне, штат Коннектикут. Её отец имеет филиппинские корни, мать — мексиканские. С детства Вентура брала уроки вокала и танцев. Она посещала школу Уильямса, подготовительную школу, расположенную в кампусе Коннектикутского колледжа . В 14 лет она начала карьеру модели, к 16 годам появлялась на страницах журнала Seventeen и в каталоге популярной линии подростковой одежды. После окончания школы Кэсси переехала в Нью-Йорк и устроилась работать в модельное агентство Wilhelmina Models, а также училась в Бродвейской танцевальной школе. В конце 2004 года она познакомилась с музыкальным продюсером Райаном Лесли, который предложил Вентуре работать с его лейблом NextSelection.
В 2006 году Кэсси выпустила дебютный сингл, названный «Me & U», который быстро стал клубным хитом и к концу года получил статус «платинового». После этого Лесли договорился с Дидди о том, что их лейблы будут совместно продюсировать дебютный альбом его протеже. Альбом, названный Cassie, был создан смешением поп-музыки с хип-хопом и ритм-н-блюзом, куда были добавлены элементы традиционной филиппинской музыки и одна рок-композиция. Выход альбома состоялся 8 августа 2006 года. В США была продана 321 тысяча копий, альбом занял второе место в хит-параде хип-хопа и ритм-н-блюза и четвёртое место в общем хит-параде.
В 2008 году на экраны вышел фильм «Шаг вперёд 2: Улицы», в котором Кэсси исполнила одну из ролей и для которого записала сингл, в том же году она вместе с Райаном Лесли записала песню для его альбома. Между тем второй альбом Вентуры, анонсированный вскоре после выхода первого в 2006 году, был далёк от завершения. Появились слухи, что Bad Boys Records, лейбл Дидди, откажется от дальнейшего сотрудничества с певицей, однако сам Дидди опроверг эти слухи, рассказав, что Кэсси всё время работает в студии над новым альбомом. Однако сотрудничество Кэсси с Райаном Лесли прекратилось. Выход второго альбома певицы был намечен на 2012 год, однако так и не состоялся. В 2012 году Кэсси отметилась новым сольным синглом «King of Hearts» и приняла участие в записи сингла «The Boys» для переиздания второго альбома Ники Минаж. В 2016 году у Кэсси главные роли в фильмах Билли Вудраффа «Идеальный выбор» и «Лапочка 3».

## Судебный процесс над Шоном Комбсом
В мае 2025 г. в федеральном суде Манхэттена начался судебный процесс над Шоном Комбсом (более известным под псевдонимом Дидди (англ. Diddy) ), который - в прошлом - был продюсером певицы, а также длительное время состоял с ней в отношениях. Против Шона Комбса были выдвинуты обвинения в изнасилованиях, сексуальной эксплуатации, принуждении к проституции и рэкете. Ключевым свидетелем на процессе (со стороны обвинения) стала Кэсси Вентура.  Согласно показаниям Вентуры, Комбс принуждал ее к сексу с другими мужчинами - при этом сам он наблюдал за происходящим и часто записывал все на видео, угрожая его распространить; систематически избивал ее и унижал, заставлял принимать наркотики и участвовать в групповом сексе на «сумасшедших вечеринках» (как называли их сам Комбс и его окружение), которые могли продолжаться несколько дней;  в 2018 г. она подверглась изнасилованию Комбсом. Показания Вентуры подтверждаются видеозаписью с камеры наблюдения отеля Inter Continental Century City, датированной 2016 г., на которой Комбс совершает насильственные действия в отношении Вентуры (толкает на пол, избивает ногами лежащую на полу Вентуру, тащит по полу и бросает в неё вазу). Также один из свидетелей на процессе дал показания об эпизоде в одном из отелей Нью-Йорка, когда Комбс бросил в сторону Вентуры бутылку с алкоголем, схватил ее за волосы и потащил в другую комнату. 
Ранее, в 2023 г., Вентура уже подавала судебный иск против Комбса, обвиняя его в физическом насилии. Иск был урегулирован в досудебном порядке (как выяснилось на процессе 2025 г. Комбс выплатил Вентуре 20 млн. долларов).

## Личная жизнь
С 25 сентября 2019 года Вентура замужем за тренером родео на быке и фитнес-тренером Алексом Файном, с которым она встречалась около года до их свадьбы. 
У супругов две дочери — Фрэнки Стоун Файн (род. 6 декабря 2019) и Санни Синко Файн (род. 22 марта 2021). В феврале 2025 года Вентура сообщила о том, что они ждут третьего ребенка.